# Marienfels
Marienfels ist eine Ortsgemeinde im Taunus im Rhein-Lahn-Kreis in Rheinland-Pfalz am früheren Obergermanischen Limes gelegen. Hier befand sich ein römisches Kleinkastell mit Badeanlagen. Marienfels gehört der Verbandsgemeinde Nastätten an.

## Geographie
Marienfels liegt im Miehlener Grund im westlichen Hintertaunus im Tal des Mühlbach. Zu Marienfels gehören auch die Wohnplätze Fasanenhof, Haus im Seien, Käsmühle und Kaltenbornermühle.
Nachbarorte sind Hunzel (nordöstlich), Miehlen (südlich), Ehr (westlich), Geisig (nordwestlich) und Berg (nördlich).

## Geschichte
- Zur römischen Vergangenheit des Ortes siehe den separaten Artikel Kastell Marienfels.

Der Ort wurde im Jahr 915 erstmals urkundlich als comitatus Marvels (Grafschaft Marienfels) erwähnt. Der Ort bestand zu dieser Zeit aus dem Denighofen genannten Niederdorf und dem Oberdorf, dessen Namen Marienfels sich später auf die gesamte Siedlung übertrug. Vermutlich war der Ort Sitz der Gaugrafen des Einrichgaus und damit ein Zentralort für das Umland. 1052 wurde der Grafensitz nach Burg Arnstein bei Nassau verlegt. Im Verlauf des Zerfalls der Gaugrafschaft Einrich im 12. Jahrhundert und nach mehreren Gebietsverschiebungen im 13. Jahrhundert wurde Marienfels Teil des Vierherrengebietes, dessen Richtstätte der Ort auch war. Im 16. Jahrhundert setzte eine Verkleinerung des Gerichtsbezirks mit Blick auf die Niedergerichtsbarkeit ein. Bis ins 17. Jahrhundert hinein scheint Marienfels aber Sitz der Hochgerichtsbarkeit im Vierherrischen geblieben zu sein. Mit der Aufteilung des Vierherrischen am Ende des 18. Jahrhunderts erlosch die Gerichtsfunktion.
Kirchlich hatte die Martinskirche, die unmittelbar neben der Gerichtsstätte lag und eine Eigenkirche der Gaugrafen des Einrichgaus war, ebenfalls früh eine Mittelpunktsfunktion als Sitz eines Dekanats und Landkapitels. Darüber hinaus war sie Sitz eines kleinen Kirchspiels, zu dem Miehlen, Berg, Hunzel, Bachheim und Dachsenhausen gehörten, zeitweise wohl auch Dornholzhausen, Dessighofen und Geisig. Der Kirchturm stammt wohl aus dem 12. Jahrhundert, ein Gotteshaus stand aber bereits erheblich früher an dieser Stelle. Das Patronatsrecht ging von den Gaugrafen zunächst an das Haus Isenburg, dann an die Stein zu Nassau über. 1538 wurde im Vierherrischen die Reformation eingeführt, wodurch Dekanat und Landkapitel aufgelöst wurden. Ein eigenes Schulhaus entstand 1596 für das gesamte Kirchspiel.
In Denighofen wird Ende des 12. und im 13. Jahrhundert eine niederadlige Familie aus der nassauischen Ministerialität erwähnt. Spätestens im 17. Jahrhundert wird Denighofen als Teil von Marienfels betrachtet.
Als es 1626 im Rahmen des Dreißigjährigen Kriegs zu Auseinandersetzungen zwischen Hessen-Kassel und Hessen-Darmstadt kam, wurde auch Marienfels in Mitleidenschaft gezogen, ebenso, als die Schweden in den 1630er Jahren durch den Einrich zogen und die Ehrenbreitstein bei Koblenz belagerten. Marienfels kam im Zweiten Nastätter Rezeß vom 9. Dezember 1775 zum „Dreiherrischen“, also zu Nassau. Während des ersten Koalitionskrieges quartierten sich abwechselnd französische, österreichische und preußische Truppen in Marienfels ein, wobei es auch zu Plünderungen kam. Marienfels wurde im Zuge der napoleonischen Neuordnung durch die Rheinbundakte im Jahre 1806 vom Herzogtum Nassau übernommen und in das neu geschaffene Amt Nastätten eingegliedert. Nach der Annexion durch Preußen war der Ort von 1866 bis zum Ende des Zweiten Weltkrieges Teil der preußischen Provinz Hessen-Nassau. 1885 kam Marienfels zum Kreis St. Goarshausen. Infolge des Ersten Weltkrieges besetzten französische Truppen den Ort in den Jahren 1918/1919. Am 27. März 1945 wurde der Ort von amerikanischen Truppen befreit. Er kam 1946 zum Land Rheinland-Pfalz.
Der Bau einer Mühle ist in Marienfels erstmals 1672 urkundlich fassbar, ein zweiter Mühlenbau 1693. Beide Mühlen werden als „Käßmühle“ bezeichnet. Später wird von weiteren Mühlenbauten berichtet, wobei die Unterscheidung der einzelnen Anlagen und damit die Bezifferung der Gesamtzahl der Mühlen heute nur schwer möglich ist.
Bevölkerungsentwicklung
Die Entwicklung der Einwohnerzahl von Marienfels, die Werte von 1871 bis 1987 beruhen auf Volkszählungen:
| Jahr | Einwohner              |
| ---- | ---------------------- |
| 1526 | 16 Feuerstätten        |
| 1583 | 21 Hausgesesse         |
| 1634 | 9 Bewohner Herdstätten |
| 1681 | 78                     |
| 1771 | 34 Hausgesesse         |
| 1815 | 263                    |
| 1835 | 287                    |
| 1871 | 311                    |
| 1905 | 304                    |

| Jahr | Einwohner |
| ---- | --------- |
| 1939 | 304       |
| 1950 | 325       |
| 1961 | 310       |
| 1970 | 294       |
| 1987 | 304       |
| 1997 | 368       |
| 2005 | 352       |
| 2011 | 309       |
| 2017 | 301       |

Einwohnerentwicklung von Marienfels von 1815 bis 2017 nach nebenstehender Tabelle

Ein jüdischer Einwohner ist erstmals 1695 verbürgt.

## Politik

### Gemeinderat
Der Gemeinderat in Marienfels besteht aus acht Ratsmitgliedern, die bei der Kommunalwahl am 9. Juni 2024 in einer Mehrheitswahl gewählt wurden, und – wenn wieder ernannt – dem (neuen) ehrenamtlichen Ortsbürgermeister als Vorsitzendem.

### Bürgermeister

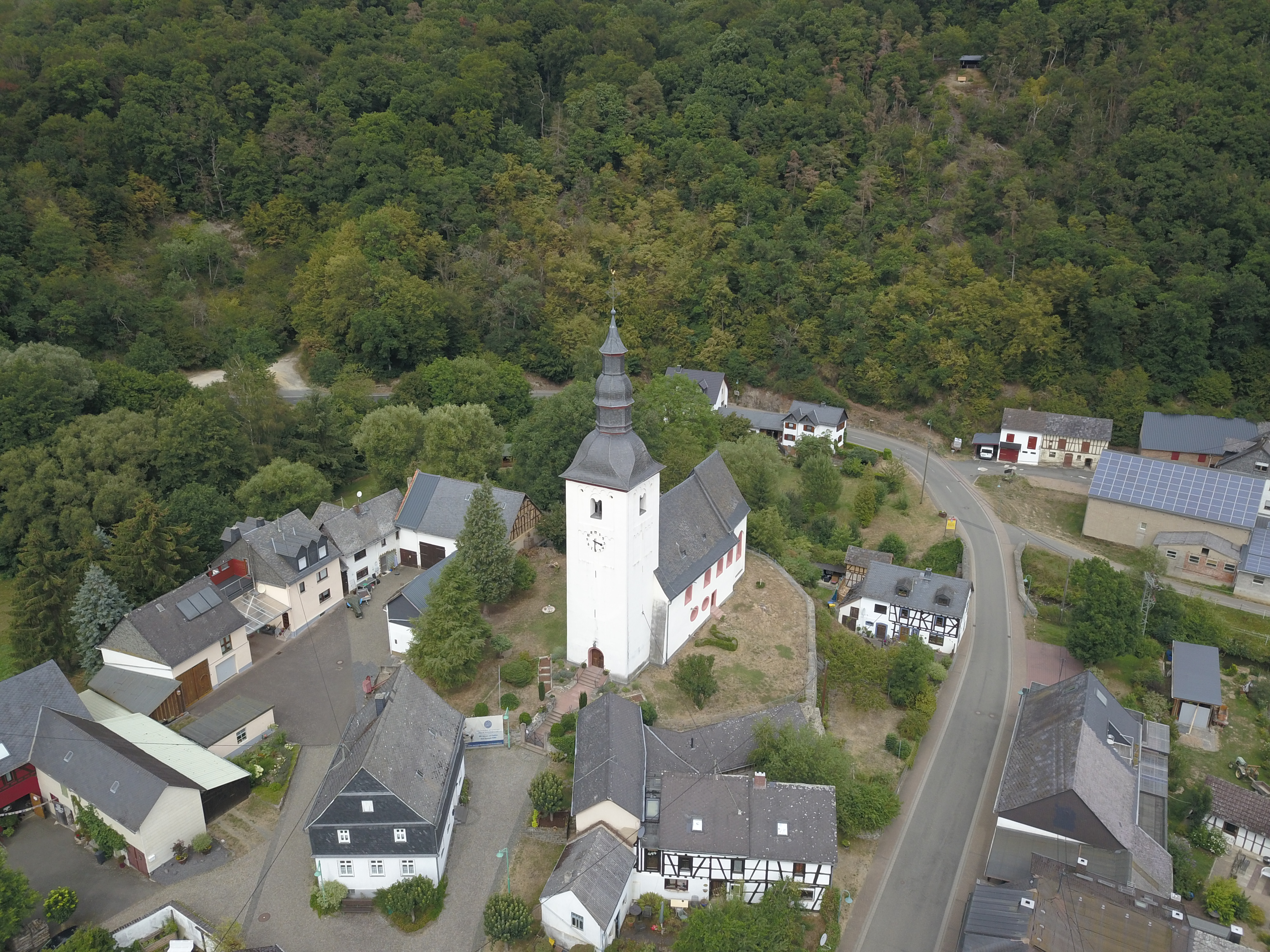
Pfarrkirche Marienfels

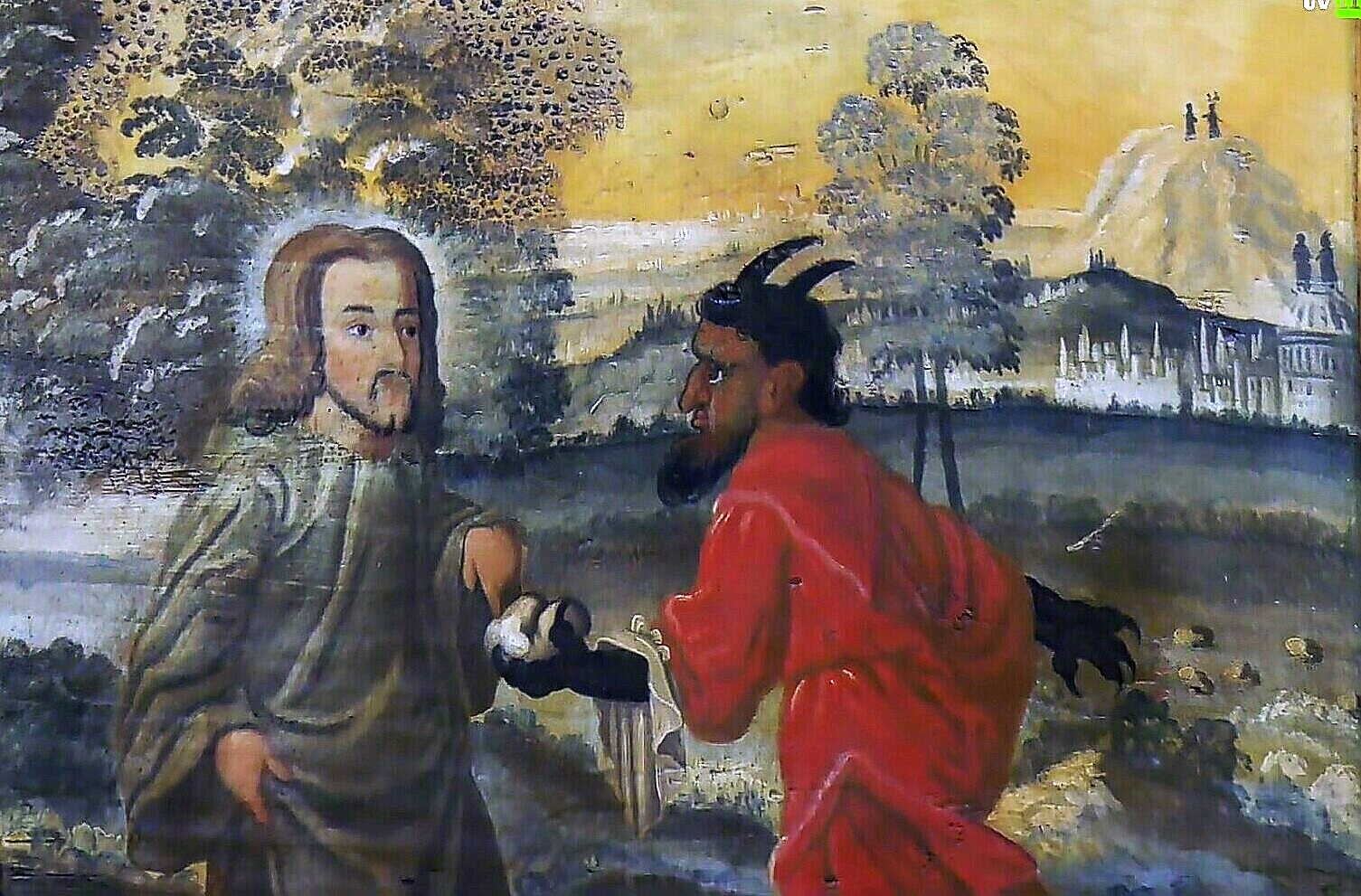
Tafelgemälde aus dem Zyklus von Johann Trübenbach

Das Amt ist derzeit vakant. Der letzte Ortsbürgermeister von Marienfels, Daniel Kupp, war bei der Direktwahl am 26. Mai 2019 mit einem Stimmenanteil von 78,21 % ür eine zweite Amtszeit wiedergewählt worden. Bei der Direktwahl am 9. Juni 2024 kandidierte er nicht erneut. Da auch kein anderer Wahlvorschlag eingereicht wurde, obliegt die Neuwahl des Bürgermeisters gemäß rheinland-pfälzischer Gemeindeordnung nun dem Rat der Gemeinde, der bisher noch keinen Bewerber finden konnte. Der geschäftsführende bisherige Ortsbürgermeister legte sein Amt zum 23. September 2024 nieder. Seine bisherigen Aufgaben werden vorübergehend vom Ersten Beigeordneten Stefan Kühnel und dem Gemeinderat ausgeübt.

## Bauwerke
Die Dorfkirche steht auf einem Felsen, der neben dem Mühlbach emporragt. In der kleinen ehemals katholischen und heute evangelischen Kirche befindet sich das bekannte mittelalterliche Gnadenbild Maria mit dem Steinpilz, den sie in der Hand trägt und der als Symbol der Fruchtbarkeit galt. Die Kirche ist zudem ausgeschmückt mit einem barocken Gemäldezyklus zum Leben Jesu (24 Tafelbilder), geschaffen zwischen 1739 und 1754 von dem Maler Johann Trübenbach († 1781), aus Ebertsheim in der Pfalz, dem Bruder des damaligen Marienfelser Pfarrers Johann Peter Trübenbach. Johann Trübenbach war der Großvater und Lehrmeister der bekannteren Maler Johann Adam Schlesinger (1759–1829) und Johann Schlesinger (1768–1840).
Siehe auch: Liste der Kulturdenkmäler in Marienfels

## Infrastruktur
Marienfels liegt an der L 335 Lahnstein – Nastätten – Hessen.
Der Rhein-Lahn Kreis ist Mitglied im Verkehrsverbund Rhein-Mosel (VRM), dessen ÖPNV-Tarifgebiet einen großen Teil des nördlichen Rheinland-Pfalz umfasst.
Marienfels hatte einen Bahnhof an der Bahnstrecke Oberlahnstein–Nastätten der Nassauischen Kleinbahn.
Durch Marienfels führt der Deutsche Limes-Radweg. Er folgt dem Obergermanisch-Raetischen Limes über 818 km von Bad Hönningen am Rhein nach Regensburg an der Donau.

## Sonstiges
In Marienfels stand ein 1971 errichtetes und 2004 von Unbekannten zerstörtes Denkmal für die Waffen-SS, das seit 2003 Zielort mehrerer rechtsextremer Kundgebungen und Aufmärsche ist. Anfang 2006 geriet das eingelagerte Denkmal erneut in die Schlagzeilen, als ein geplanter Wiederaufbau auf dem Privatgrundstück des Neonazis Thorsten Heise in Fretterode bekannt wurde.